# Прайм-таймовая премия «Эмми» за лучшие специальные визуальные эффекты
Это список программ-победителей и программ-номинантов на Прайм-таймовую премию «Эмми» за лучшие специальные визуальные эффекты (англ. Primetime Emmy Award for Outstanding Special Visual Effects) для телесериалов, мини-сериалов, фильмов или специальных программ.
В 1998 году, категория была разделена на «Специальные визуальные эффекты для телесериала» и «Специальные визуальные эффекты для мини-сериала, фильма или спецвыпуска», пока в 2012 году не была объединена снова в одну общую категорию.
В 2021 году, категория снова была разделена: на «Специальные визуальные эффекты в сезоне или фильме» и «Специальные визуальные эффекты в одиночном эпизоде».

## Победители и номинанты
указывает победителя

### 1980-е
| Год                                                                        | Программа                                                              | Эпизод | Номинанты | Сеть |
| -------------------------------------------------------------------------- | ---------------------------------------------------------------------- | --- | --------- | ---- |
| 1980 (32-я)                                                                |                                                                        | |           |      |
| Лучшие индивидуальные достижения в творческих технических ремёслах         |                                                                        | |           |      |
| Live from Studio 8H: A Tribute to Toscanini                                | Live from Studio 8H: A Tribute to Toscanini                            | Скотт Шахтер | NBC       |      |
| Прямой эфир в Линкольн-центре                                              | «New York Philharmonic with Zubin Mehta and Luciano Pavarotti»         | Марк Шубин | PBS       |      |
| На Западном фронте без перемен                                             | На Западном фронте без перемен                                         | Рой Уайброу | CBS       |      |
| Маппет-шоу                                                                 | «Alan Arkin»                                                           | Лесли Аш, Эдвард Дж. Кристи, Барбара С. Дэвис, Фаз Фазакас, Номи Фредерик, Майкл К. Фрит, Эми Ван Гилдер, Дэйв Гольц, Марианна Хармс, Ларри Джеймсон, Мари Кестл, Роллин Крюсон, Тим Миллер, Боб Пейн, Ян Розенталь, Дон Салин и Кэроли Уилкокс | Синд.     |      |
| Маппет-шоу                                                                 | «Kenny Rogers»                                                         | Эдвард Дж. Кристи, Барбара С. Дэвис, Фаз Фазакас, Номи Фредерик, Майкл К. Фрит, Эми Ван Гилдер, Дэйв Гольц, Ларри Джеймсон, Мари Кестл, Роллин Крюсон, Тим Миллер, Боб Пейн, Ян Розенталь, Дон Салин и Кэроли Уилкокс                           | Синд.     |      |
| 1981 (33-я)                                                                |                                                                        | |           |      |
| Космос: персональное путешествие                                           | «The Shores of the Cosmic Ocean»                                       | Джон Эллисон, Дон Дэвис, Джон Ломберг, Энн Норсия, Эрни Норсия, Адольф Шаллер и Рик Штернбах | PBS       |      |
| Космос: персональное путешествие                                           | «The Shores of the Cosmic Ocean»                                       | Боб Бакнер, Стив Бурум, Джим Доу, Джон Гейл, Ларри Хайдер, Майк Джонсон, Роберт К. Кинг, Клив Ландсберг, Джозеф Маца, Кэри Мельчер, Джордж К. Райли и Джо Уолкотт                                                                               | PBS       |      |
| Fridays                                                                    | «Episode #2.9»                                                         | Дик Уилсон | ABC       |      |
| The Bionic Breakthrough                                                    | The Bionic Breakthrough                                                | Джон Л. Марлоу | CBS       |      |
| Прямой эфир в Линкольн-центре                                              | «Dame Joan Sutherland, Marilyn Horne and Luciano Pavarotti in Recital» | Марк Шубин | PBS       |      |
| 1982 (34-я)                                                                |                                                                        | |           |      |
| Лучшие индивидуальные достижения в творческих особых достижениях           |                                                                        | |           |      |
| Shirley MacLaine... Illusions                                              | Shirley MacLaine... Illusions                                          | Энди Залл | CBS       |      |
| Внутри Третьего Рейха                                                      | Внутри Третьего Рейха                                                  | Уильям Меса и Тим Донахью | ABC       |      |
| Марко Поло                                                                 | «Part Four»                                                            | Джефф Бушельман, Стивен Бушельман, Ян МакГрегор-Скотт, Барни Кабрал, Уильям ДеНиколас, Джерелин Дж. Хардинг, Бобби Курц, Лэтти Одни, Пэт Сомерсет и Ашер Йейтс                                                                                  | NBC       |      |
| ССТВ Нетворк 90                                                            | «Cycle Two, Show One»                                                  | Алекс Ткач, Майкл С. Гросс и Уэйн Шнайдер | NBC       |      |
| Лучшие индивидуальные достижения в области специальных визуальных эффектов |                                                                        | |           |      |
| 1983 (35-я)                                                                |                                                                        | |           |      |
| Ветры войны                                                                | «Defiance»                                                             | Джексон Де Говиа, Лесли Хантли, Питер Кляйнов, Майкл Минор и Джин Уоррен-младший | ABC       |      |
| ССТВ Нетворк 90                                                            | «The Energy Ball» / «Sweeps Week Show»                                 | Билл Годдард и Гэри Л. Смит | NBC       |      |
| 1984 (36-я)                                                                |                                                                        | |           |      |
| На следующий день                                                          | На следующий день                                                      | Роберт Блалак, Крис Дирдорфф, Дэн Носенчак, Дэн Пинкэм, Крис Риган, Нэнси Рашлоу и Ларри Стивенс | ABC       |      |
| The 26th Annual Grammy Awards                                              | The 26th Annual Grammy Awards                                          | Уильям М. Клагес | CBS       |      |
| Победа: Последняя битва                                                    | Победа: Последняя битва                                                | Ричард Л. Беннетт, Филип Файнер, Майкл Гликман, Джек Хьюлен, Чак МакКимсон, Стивен Ранделл, Кен Смит, Чарльз Стронго, Чарльз Ульм, Дуглас Ульм и Марвин Зензепер                                                                                | NBC       |      |
| Лучшие специальные визуальные эффекты                                      |                                                                        | |           |      |
| 1985 (37-я)                                                                |                                                                        | |           |      |
| Наша эра                                                                   | Наша эра                                                               | Сид Даттон, Деннис Глоунер, Линн Леджервуд, Билл Тейлор, Альберт Уитлок и Марк Уитлок | NBC       |      |
| The Brain                                                                  | The Brain                                                              | Джон Эллисон | PBS       |      |
| Караван смельчаков. Приключения эвоков                                     | Караван смельчаков. Приключения эвоков                                 | Джон Берг, Джон Р. Эллис, Крис Эванс, Харли Джессап, Деннис Мьюрен, Майкл Панграцио и Фил Типпетт | ABC       |      |
| The Hugga Bunch                                                            | The Hugga Bunch                                                        | Тим Донахью, Майк Ханан, Билл Меса и Джин Риццарди | Синд.     |      |
| 1986 (38-я)                                                                |                                                                        | |           |      |
| Dinosaur!                                                                  | Dinosaur!                                                              | Фил Типпетт | CBS       |      |
| Эвоки. Битва за Эндор                                                      | Эвоки. Битва за Эндор                                                  | Майкл Дж. МакАлистер | ABC       |      |
| Лучшие достижения в области специальных визуальных эффектов                |                                                                        | |           |      |
| 1989 (41-я)                                                                |                                                                        | |           |      |
| Война и воспоминание                                                       | Война и воспоминание                                                   | Стив Андерсон, Билл Круз, Годфри Годар, Мартин Гаттеридж, Билл Ширмер, Саймон Смит, Чарльз Д. Стаффелл, Эд Уильямс и Эгил Воксхолт | ABC       |      |
| Пятница, 13-е                                                              | «13 O'Clock»                                                           | Джон Гайдеки и Гэри Л. Смит | Синд.     |      |
| The Infinite Voyage                                                        | «The Geometry of Life»                                                 | Джон Эллисон | PBS       |      |
| Звёздный путь: Следующее поколение                                         | «Q Who»                                                                | Дэн Карри, Рональд Б. Мур, Питер Мойер и Стив Прайс | Синд.     |      |
| Тридцать-с-чем-то                                                          | «Michael Writes a Story»                                               | Виктор Дюбуа, Жанна Берд Холл, Саймон Холден и Стив Вискосил | ABC       |      |

### 1990-е
| 1990 (42-я)                                                        |                                                                            | | |                                                                            |                                                                            |                                                                            |
| Ядерный рассвет                                                    | Ядерный рассвет                                                            | Крейг Бэррон, Билл Мэзер, Чарли Маллен и Майкл Панграцио | HBO |                                                                            |                                                                            |                                                                            |
| Жёсткая посадка                                                    | Жёсткая посадка                                                            | Джон Коутс, Тим Донахью, Уильям Меса, Дэвид Б. Шарп и Тони Трембле | CBS |                                                                            |                                                                            |                                                                            |
| Великие представления                                              | «The Orchestra»                                                            | Пол Бахманн, Джон О’Коннор, Збиг Рыбчинский и Рышард Велновски | PBS |                                                                            |                                                                            |                                                                            |
| Звёздный путь: Следующее поколение                                 | «Deja Q»                                                                   | Дэн Карри, Дон Ли, Рональд Б. Мур, Питер Мойер и Стив Прайс | Синд. |                                                                            |                                                                            |                                                                            |
| Звёздный путь: Следующее поколение                                 | «Tin Man»                                                                  | Дон Гринберг, Гэри Хатцель, Дон Ли, Роберт Легато, Эрик Нэш, Майкл Окуда и Стив Прайс                                                                                                | Синд. |                                                                            |                                                                            |                                                                            |
| 1991 (43-я)                                                        |                                                                            | | |                                                                            |                                                                            |                                                                            |
| Броненосцы                                                         | Броненосцы                                                                 | Мартин Гаттеридж | TNT |                                                                            |                                                                            |                                                                            |
| The Magic of David Copperfield XIII: Mystery on the Orient Express | The Magic of David Copperfield XIII: Mystery on the Orient Express         | Дон Уэйн, Тим Уайт и Крис Уилсон | CBS |                                                                            |                                                                            |                                                                            |
| Звёздный путь: Следующее поколение                                 | «The Best of Both Worlds, Part 1»                                          | Сид Даттон, Дон Гринберг, Гэри Хатцель, Дон Ли, Роберт Легато, Эрик Нэш, Майкл Окуда, Стив Прайс, Роберт Стромберг, Дэвид Такемура и Билл Тейлор                                     | Синд. |                                                                            |                                                                            |                                                                            |
| Звёздный путь: Следующее поколение                                 | «The Best of Both Worlds, Part 2»                                          | Пэт Клэнси, Сид Даттон, Гэри Хатцель, Дон Ли, Роберт Легато, Эрик Нэш, Майкл Окуда, Стив Прайс, Дэвид Такемура и Билл Тейлор                                                         | Синд. |                                                                            |                                                                            |                                                                            |
| 1992 (44-я)                                                        | Лучшие индивидуальные достижения в области специальных визуальных эффектов | Лучшие индивидуальные достижения в области специальных визуальных эффектов | Лучшие индивидуальные достижения в области специальных визуальных эффектов                                                                                        | Лучшие индивидуальные достижения в области специальных визуальных эффектов | Лучшие индивидуальные достижения в области специальных визуальных эффектов | Лучшие индивидуальные достижения в области специальных визуальных эффектов |
| 1992 (44-я)                                                        | Последний Хэллоуин                                                         | Последний Хэллоуин | Генри Андерсон, Пол Бойингтон, Дейл Фэй и Брэд Льюис | CBS                                                                        |                                                                            |                                                                            |
| 1992 (44-я)                                                        | Звёздный путь: Следующее поколение                                         | «Conundrum» | Пэт Клэнси, Деннис Хертер, Адам Ховард, Адриан Херли, Гэри Хатцель, Дон Ли, Роберт Легато и Дэвид Такемура                                                        | Синд.                                                                      |                                                                            |                                                                            |
| 1992 (44-я)                                                        | Звёздный путь: Следующее поколение                                         | «A Matter of Time» | Дэн Карри, Сид Даттон, Адам Ховард, Дон Ли, Рональд Б. Мур, Эрик Нэш, Питер Штернлихт, Роберт Стромберг и Дэвид Такемура                                          | Синд.                                                                      |                                                                            |                                                                            |
| 1993 (45-я)                                                        |                                                                            | | |                                                                            |                                                                            |                                                                            |
| Вавилон-5                                                          | «The Gathering»                                                            | Пол Бигл-Брайант, Шеннон Кейси и Рон Торнтон | Синд. |                                                                            |                                                                            |                                                                            |
| Звёздный путь: Глубокий космос 9                                   | «Emissary»                                                                 | Деннис Блейки, Майкл Гибсон, Гэри Хатцель и Роберт Легато | Синд. |                                                                            |                                                                            |                                                                            |
| Хроники молодого Индианы Джонса                                    | «Young Indiana Jones and the Scandal of 1920»                              | Эрик Шовен, Марк Холмс, Пол Хьюстон, Эллисон Смит-Мёрфи и Юсей Уэсуги | ABC |                                                                            |                                                                            |                                                                            |
| 1994 (46-я)                                                        |                                                                            | | |                                                                            |                                                                            |                                                                            |
| Звёздный путь: Следующее поколение                                 | «All Good Things...»                                                       | Майкл Бакаускас, Дэн Карри, Адам Ховард, Эрик Нэш, Скотт Рейдер и Дэвид Стайпс | Синд. |                                                                            |                                                                            |                                                                            |
| 1995 (47-я)                                                        |                                                                            | | |                                                                            |                                                                            |                                                                            |
| Земля 2                                                            | «First Contact»                                                            | Дэвид Голдберг, Тим Лэндри, Даниэль Ломбардо, Кевин Пайк и Майкл Ши | NBC |                                                                            |                                                                            |                                                                            |
| Звёздный путь: Вояджер                                             | «Caretaker»                                                                | Майкл Бакаускас, Джо Бауэр, Дэн Карри, Джошуа Кушнер, Дон Гринберг, Адам Ховард, Дон Ли, Джон Паренто, Скотт Рейдер, Джошуа Роуз, Дэвид Стайпс, Роберт Стромберг и Эдвард Л. Уильямс | UPN |                                                                            |                                                                            |                                                                            |
| Фатерлянд                                                          | Фатерлянд                                                                  | Ричард Паттерсон, Роберт Шифо, Роберт Стромберг и Дэвид С. Уильямс | HBO |                                                                            |                                                                            |                                                                            |
| Звёздный путь: Глубокий космос 9                                   | «The Jem'Hadar»                                                            | Лес Бернштейн, Пэт Клэнси, Джошуа Кушнер, Адам Ховард, Дон Ли, Эрик Нэш, Гленн Нойфельд и Дэвид Такемура                                                                             | Синд. |                                                                            |                                                                            |                                                                            |
| Приключения молодого Индианы Джонса: Голливудские капризы          | Приключения молодого Индианы Джонса: Голливудские капризы                  | Джозеф Браттесани, Эрик Шовен, Сьюзен Дэвис, Рикки Эйрс, Кристин Ханна и Пол Хьюстон                                                                                                 | Family |                                                                            |                                                                            |                                                                            |
| 1996 (48-я)                                                        | Лучшие специальные визуальные эффекты                                      | Лучшие специальные визуальные эффекты | Лучшие специальные визуальные эффекты | Лучшие специальные визуальные эффекты                                      |                                                                            |                                                                            |
| 1996 (48-я)                                                        | Путешествия Гулливера                                                      | Путешествия Гулливера | Тим Уэббер | NBC                                                                        |                                                                            |                                                                            |
| 1996 (48-я)                                                        | Дела семейные                                                              | «Send in the Clone» | Келли Сандефур | ABC                                                                        |                                                                            |                                                                            |
| 1996 (48-я)                                                        | Космос: Далёкие уголки                                                     | «Never No More» | Гленн Кэмпбелл, Карл Денэм, Уэйн Ингланд, Джастин Хэммонд, Дэвид Джонс, Женевьев Ловитт, Тим МакХью, Мэтт Меркович и Скотт Уилер                                  | Fox                                                                        |                                                                            |                                                                            |
| 1996 (48-я)                                                        | Звёздный путь: Глубокий космос 9                                           | «The Way of the Warrior» | Джош Кушнер, Джуди Элкинс, Стив Фонг, Деннис Хертер, Адам Ховард, Гэри Хатцель, Дон Ли, Фредрик Менингер, Гленн Нойфельд, Скотт Рейдер, Джим Райдер и Джошуа Роуз | Синд.                                                                      |                                                                            |                                                                            |
| 1996 (48-я)                                                        | Пилоты из Таскиги                                                          | Пилоты из Таскиги | Фред Крамер, Дэвид Фиск, Рэймонд МакИнтайр и Майкл Мускал | HBO                                                                        |                                                                            |                                                                            |
| 1996 (48-я)                                                        | Приключения молодого Индианы Джонса: Атака ястреба                         | Приключения молодого Индианы Джонса: Атака ястреба | Джозеф Браттесани, Эрик Шовен, Даниэль Чиккорелли, Сьюзэн Дэвис, Кристин Ханна и Билл Мэзер                                                                       | Family                                                                     |                                                                            |                                                                            |
| 1997 (49-я)                                                        |                                                                            | | |                                                                            |                                                                            |                                                                            |
| Одиссея                                                            | «Part 1»                                                                   | Майк МакГи | NBC |                                                                            |                                                                            |                                                                            |
| Астероид                                                           | Астероид                                                                   | Ларри Детвайлер, Адам Иловега, Рич Хелмер, Стив Мельчиорре, Сэм Николсон, Дэн Шмит, Томми Синдичич и Джейсон Стритч                                                                  | NBC |                                                                            |                                                                            |                                                                            |
| Звёздный путь: Глубокий космос 9                                   | «Trials and Tribble-ations»                                                | Кевин П. Бушез, Джуди Элкинс, Стив Фонг, Адам Ховард, Адриан Херли, Гэри Хатцель, Грегори Джин, Дон Ли, Пол Мэйплс, Дэви Т. Нетеркатт и Лори Резник                                  | Синд. |                                                                            |                                                                            |                                                                            |
| Третья планета от Солнца                                           | «A Nightmare on Dick Street»                                               | Глен Беннетт, Патрик Ширн и Крис Стейвс | NBC |                                                                            |                                                                            |                                                                            |

### 2010-е
| 2012 (64-я)                                |                                            | | |                                         |                                         |                                         |
| Игра престолов                             | «Valar Morghulis»                          | Райнер Гомбос, Юрий Станоссек, Свен Мартин, Стив Каллбак, Ян Фидлер, Крис Стеннер, Тобиас Манневиц, Тило Эверс и Адам Чейзен                                    | HBO |                                         |                                         |                                         |
| Рухнувшие небеса                           | «Live and Learn» / «The Armory»            | Эндрю Орлофф, Курт Миллер, Роберто Бьяджи, Шон Томпкинс, Барбара Геникофф, Джейкоб Бергман, Скотт Фриттс, Рено Тэлон и Майкл Кирилло                            | TNT |                                         |                                         |                                         |
| Внутри человеческого тела                  | «Creation»                                 | Филип Добри, Софи Орд, Дэн Аптон, Мэтт Чендлер, Крис Роузуорн, Грант Уайт, Йонас Уссинг, Пол Герберт и Ник Уорд                                                 | TLC |                                         |                                         |                                         |
| Пан Американ                               | «Pilot»                                    | Мэтт Робкен, Кристофер Д. Мартин, Сэм Николсон, Диего Галтиери, Дэниел Кумиега, Майкл Кук, Уильям Л. Аранс, Мартин Хильке и Энтони Окампо                       | ABC |                                         |                                         |                                         |
| Однажды в сказке                           | «The Stranger»                             | Эндрю Орлофф, Лора Джонс, Фил Джонс, Джейкоб Бергман, Натан Мацуда, Дейл Фэй, Дайна Мауэр, Кевин Стракман и Саллианна Массимини                                 | ABC |                                         |                                         |                                         |
| Ходячие мертвецы                           | «Beside the Dying Fire»                    | Виктор Скализе, Джейсон Сперлинг, Даррел Притчетт, Эдди Бонин, Валерий Пфанинг, Спенс Фуллер, Мартин Хильке, Майкл Кук и Джон Розенталь                         | AMC |                                         |                                         |                                         |
| 2013 (65-я)                                |                                            | | |                                         |                                         |                                         |
| Игра престолов                             | «Valar Dohaeris»                           | Джо Бауэр, Йорн Гроссханс, Дуг Кэмпбелл, Стив Каллбак, Стюарт Брисдон, Свен Мартин, Джаббар Райсани, Тобиас Манневиц и Адам Чейзен                              | HBO |                                         |                                         |                                         |
| Звёздный крейсер «Галактика»: Кровь и хром | Звёздный крейсер «Галактика»: Кровь и хром | Гэри Хатцель, Майк Гибсон, Дэвид Такемура, Даг Декслер, Дэвид Р. Мортон, Кайл Тачер, Дерек Ледбеттер, Хизер МакОлифф и Джесси Сиглоу                            | Syfy |                                         |                                         |                                         |
| Вызов                                      | «Pilot»                                    | Гэри Хатцель, Майк Гибсон, Даг Декслер, Дэвид Р. Мортон, Нил Сопата, Кайл Тачер, Шон М. Джексон, Дуглас Э. Грейвс и Дерек Ледбеттер                             | Syfy |                                         |                                         |                                         |
| Рухнувшие небеса                           | «Worlds Apart»                             | Эндрю Орлофф, Курт Миллер, Сюзанна МакЛеннан, Лия Гарнер Орсини, Дэн Килер, Джулиан Фицпатрик, Джеймс Дэвид Хэттин, Дилан Ястремски и Грэм Байц                 | TNT |                                         |                                         |                                         |
| Хемлок Гроув                               | «Children of the Night»                    | Крис Джон Джонс, Джон Мэсси, Шон Томпкинс, Саллианна Массимини, Майкл Кирилло, Джейкоб Лонг, Крис Барсамян, Колин Файст и Кайл Спайкер                          | Netflix |                                         |                                         |                                         |
| Последняя надежда                          | «Captain»                                  | Дэвид Альтенау, Тим Джейкобсен, Тиффани Смит, Мэтт фон Брок, Альдо Руджеро, Брюс Кой, Игнасио Гарсерон, Джейсон Фоттер и Брайан Д. Уильямс                      | ABC |                                         |                                         |                                         |
| 2014 (66-я)                                | Лучшие специальные и визуальные эффекты    | Лучшие специальные и визуальные эффекты | Лучшие специальные и визуальные эффекты | Лучшие специальные и визуальные эффекты | Лучшие специальные и визуальные эффекты | Лучшие специальные и визуальные эффекты |
| 2014 (66-я)                                | Игра престолов                             | «The Children» | Джо Бауэр, Йорн Гроссханс, Стив Каллбак, Адам Чейзен, Эрик Карни, Сабрина Христофоридис, Мэтью Руло, Томас Шелесны и Роберт Саймон                    | HBO                                     |                                         |                                         |
| 2014 (66-я)                                | Агенты «Щ.И.Т.»                            | «T.A.H.I.T.I.» | Марк Колпак, Гэри Д'Амико, Сабрина Арнольд, Трейси Такахаси, Джон Танимото, Кевин Лингенфельзер, Мэтт фон Брок, Том Махони и Митч Гейтс               | ABC                                     |                                         |                                         |
| 2014 (66-я)                                | Почти человек                              | «Pilot» | Джей Уорт, Роберт Хаброс, Кертис Крик, Стив Мельчиор, Майкл Клиетт, Кристофер Лэнс, Дэвид Бидон, Адам Стерн и Джаред Джонс                            | Fox                                     |                                         |                                         |
| 2014 (66-я)                                | Космос: пространство и время               | «The Immortals» | Райнер Гомбос, Адика Манис, Наташа Энн Фрэнсис, Люк МакДональд, Сэм Эдвардс, Майк Махер, Доминик Видаль, Райан Тадхоуп и Эргин Куке                   | Fox                                     |                                         |                                         |
| 2014 (66-я)                                | Сотня                                      | «We Are Grounders, Part 2» | Эндрю Орлофф, Майкл Клиетт, Тайлер Вайс, Грэм Маршалл, Корнел Фаркас, Крис Паундс, Эндрю Бэйн и Майк Рон                                              | The CW                                  |                                         |                                         |
| 2015 (67-я)                                | Лучшие специальные визуальные эффекты      | Лучшие специальные визуальные эффекты | Лучшие специальные визуальные эффекты | Лучшие специальные визуальные эффекты   | Лучшие специальные визуальные эффекты   | Лучшие специальные визуальные эффекты   |
| 2015 (67-я)                                | Игра престолов                             | «The Dance of Dragons» | Стив Каллбак, Джо Бауэр, Адам Чейзен, Джаббар Райсани, Эрик Карни, Стюарт Брисдон, Дерек Спирс, Джеймс Киннингс и Мэтью Руло                          | HBO                                     |                                         |                                         |
| 2015 (67-я)                                | Агенты «Щ.И.Т.»                            | «The Dirty Half Dozen» | Сабрина Арнольд, Марк Колпак, Гэри Д’Амико, Трэйси Такахаси, Кевин Лингенфельзер, Мэтт фон Брок, Митч Гейтс, Кевин Юлль и Бриана Эби                  | ABC                                     |                                         |                                         |
| 2015 (67-я)                                | Чёрные паруса                              | «XVIII.» | Эрик Генри, Кевин Рафферти, Пол Стивенсон, Аннемари Григгс, Митч Клэспи, Кен Митчел Джонс, Лари Карам, Уитмен Линдстрем и Чарльз Баден                | Starz                                   |                                         |                                         |
| 2015 (67-я)                                | Флэш                                       | «Grodd Lives» | Армен В. Кеворкян, Джеймс Балданзи, Кит Хамакава, Джейсон Шульман, Стефан Бредерек, Курт Смит, Лоренцо Мастробуоно, Андраник Таранян и Геворк Бабитян | The CW                                  |                                         |                                         |
| 2015 (67-я)                                | Викинги                                    | «To the Gates!» | Майк Борретт, Билл Холлидэй, Джулиан Пэрри, Доминик Ремане, Овидиу Чиназан, Джереми Дайнин, Пол Уишарт, Энджин Арслан и Кен МакКензи                  | History                                 |                                         |                                         |
| 2016 (68-я)                                |                                            | | |                                         |                                         |                                         |
| Игра престолов                             | «Battle of the Bastards»                   | Стив Каллбак, Джо Бауэр, Адам Чейзен, Дерек Спирс, Эрик Карни, Сэм Конуэй, Мэтью Руло, Мишель Блок и Гленн Меленхорст                                           | HBO |                                         |                                         |                                         |
| Чёрные паруса                              | «XX.»                                      | Эрик Генри, Террон Пратт, Эшли Дж. Уорд, Джереми Хэттинг, Пол Стивенсон, Аладино Деберт, Грег Тигарден, Олаф Вендт и Яфей Ву                                    | Starz |                                         |                                         |                                         |
| Человек в высоком замке                    | «The New World»                            | Курт Миллер, Джефф Баксински, Терри Хатчесон, Шон Томпкинс, Дэн Круз, Кристина Мургия, Нэйт Оверстром и Джим Хокинс                                             | Amazon |                                         |                                         |                                         |
| Страшные сказки                            | «And They Were Enemies»                    | Джеймс Купер, Билл Холлидэй, Сара МакМёрдо, Мэй-Линг Ли, Грег Астлес, Рикардо Гомес, Мэтт Ральф, Александр Скотт и Кайл Йонеда                                  | Showtime |                                         |                                         |                                         |
| Викинги                                    | «The Last Ship»                            | Доминик Ремейн, Билл Холлидей, Майкл Борретт, Пол Уишарт, Овидиу Синазан, Джим Максвелл, Киран МакКэй, Джереми Дайнин и Том Моррисон                            | History |                                         |                                         |                                         |
| 2017 (69-я)                                |                                            | | |                                         |                                         |                                         |
| Мир Дикого Запада                          | «The Bicameral Mind»                       | Джей Уорт, Элизабет Кастро, Джо Вемейер, Эрик Левин-Хатц, Бобо Скиппер, Густав Арен, Пол Геццо, Митчелл С. Дрейн и Майкл Лантьери                               | HBO |                                         |                                         |                                         |
| Американские боги                          | «The Bone Orchard»                         | Кевин Тод Хауг, Дэвид Стамп, Джереми Болл, Бернис Шарлотта Хоуз, Джессика Смит, Джош Карлтон, Пьер Баффен, Джеймс Купер и Эмерик Персеваль                      | Starz |                                         |                                         |                                         |
| Чёрные паруса                              | «XXIX.»                                    | Эрик Генри, Террон Пратт, Эшли Дж. Уорд, Кевин Рафферти, Пол Диммер, Яфей Ву, Мартин Липманн, Никлас Андерссон и Дэвид Уолберг                                  | Starz |                                         |                                         |                                         |
| Человек в высоком замке                    | «Fallout»                                  | Лоусон Деминг, Кори Джеймисон, Кэси Блюм, Ник Чемберлен, Дэвид Андраде, Билл Паркер, Джастин Фокс и Даниэль Маламбри                                            | Amazon |                                         |                                         |                                         |
| Викинги                                    | «On the Eve»                               | Доминик Ремейн, Майкл Борретт, Билл Холлидей, Пол Уишарт, Овидиу Синазан, Джим Максвелл, Кирнан МакКэй, Изабель Аллес и Том Моррисон                            | History |                                         |                                         |                                         |
| 2018 (70-я)                                |                                            | | |                                         |                                         |                                         |
| Игра престолов                             | «Beyond the Wall»                          | Стив Каллбак, Джо Бауэр, Адам Чейзен, Мишель Блок, Сэм Конуэй, Тед Рэй, Дэвид Рамос, Уэйн Стейблс и Дерек Спирс                                                 | HBO |                                         |                                         |                                         |
| Видоизменённый углерод                     | «Out of the Past»                          | Эверетт Баррелл, Тони Мигер, Джоэл Вист, Хорхе Дель Валле, Стив Монкур, Кристин Лемон, Пол Джонс, Антуан Монино и Дэвид Заретти                                 | Netflix |                                         |                                         |                                         |
| Затерянные в космосе                       | «Danger, Will Robinson»                    | Джаббар Райсани, Террон Пратт, Мэрион Спейтс, Эшли Уорд, Никлас Джейкобсон, Никлас Стрём, Жоао Сита, Юри Станоссек и Рафаэль Солорсано                          | Netflix |                                         |                                         |                                         |
| Очень странные дела                        | «Chapter Nine: The Gate»                   | Пол Графф, Кристина Графф, Майкл Махер, Фред Раймонди, Сет Хилл, Джоэл Севилья, Алекс Янг, Стивен Майкл Диноцци и Кай Мэн                                       | Netflix |                                         |                                         |                                         |
| Мир Дикого Запада                          | «The Passenger»                            | Джей Уорт, Жаклин ВанденБюше, Брюс Бранит, Кама Мойха, Мишель Х. Пак, Бобо Скиппер, Никлас Нуйквист, Нхат Фонг Тран и Майк Энрикес                              | HBO |                                         |                                         |                                         |
| 2019 (71-я)                                |                                            | | |                                         |                                         |                                         |
| Игра престолов                             | «The Bells»                                | Джо Бауэр, Стив Каллбак, Адам Чейзен, Сэм Конуэй, Мохсен Мусави, Мартин Хилл, Тед Рэй, Патрик Тибериус Гелен и Томас Шелесны                                    | HBO |                                         |                                         |                                         |
| Человек в высоком замке                    | «Jahr Null»                                | Лоусон Деминг, Кори Джеймисон, Кэси Блюм, Ник Чемберлен, Билл Паркер, Сэйбер Джласси, Крис Паркс, Брайан Хоберт и Даниэль Маламбри                              | Amazon |                                         |                                         |                                         |
| Орвилл                                     | «Identity, Part 2»                         | Люк МакДональд, Томми Трэн, Кевин Лингенфельсер, Нхат Фонг Тран, Брук Носка, Мелисса Делонг, Брэндон Фейетт, Мэтт Фон Брок и Джозеф Винсент Пайк                | Fox |                                         |                                         |                                         |
| Звёздный путь: Дискавери                   | «Such Sweet Sorrow, Part 2»                | Джейсон Майкл Циммерман, Анте Декович, Айван Кондруп Йенсен, Махмуд Рахнама, Александр Вуд, Александра Кочоска, Чарльз Коллайер, Фаусто Техеда и Дарси Каллаган | CBS All Access |                                         |                                         |                                         |
| Академия Амбрелла                          | «The White Violin»                         | Эверетт Баррелл, Крис Уайт, Джефф Кэмпбелл, Себастьен Бержерон, Шон Шур, Стив Деллерсон, Либби Хэйзелл, Кэрри Ричардсон и Мисато Синохара                       | Netflix |                                         |                                         |                                         |

### 2020-е
| Год                  | Программа                                | Эпизод | Номинанты | Сеть |
| -------------------- | ---------------------------------------- | --- | --------- | ---- |
| 2020 (72-я)          |                                          | |           |      |
| Мандалорец           | «Chapter 2: The Child»                   | Ричард Блафф, Джейсон Портер, Эббигейл Келлер, Хайден Джонс, Хэл Хикель, Рой Кансино, Джон Розенгрант, Энрико Дамм и Лэндис Филдс          | Disney+   |      |
| Затерянные в космосе | «Ninety-Seven»                           | Джаббар Райсани, Террон Пратт, Мэрион Спейтс, Никлас Джейкобсон, Эндрю Уокер, Юрий Станоссек, Дирк Валк, Блейн Лохид и Пол Бенджамин       | Netflix   |      |
| Очень странные дела  | «Chapter Eight: The Battle of Starcourt» | Пол Графф, Гейл Басби, Том Форд, Майкл Махер мл., Мартин Пеллетье, Бертер Орпак, Ивон Жардел, Натан Арбакл и Кай Мэн                       | Netflix   |      |
| Хранители            | «See How They Fly»                       | Эрик Генри, Мэтт Робкен, Эшли Джей Уорд, Дэвид Флетчер, Матье Рейно, Бобо Скиппер, Ахмед Гарраф, Эмануэль Фукс и Франсуа Ламбер            | HBO       |      |
| Мир Дикого Запада    | «Crisis Theory»                          | Джей Уорт, Мартин Хернблад, Джереми Фернслер, Нхат Фонг Тран, Джо Вемейер, Брюс Бранит, Марк Байерс, Октевия Робертсон и Жаклин ВанденБюше | HBO       |      |

## Заметки
1. ↑  В качестве премии жюри, чтобы получить премию, номинантам необходимо было получить одобрение 50%. Ни один из номинантов не соответствовал критериям, и премия не была вручена.